# Babil
Babil (ar: بابل) este o provincie a Irakului, situată în centrul țării. Capitala provinciei este orașul Hilla situat aproape de anticul Babilon.
Alt oraș important din provincia Babil este:
- Iskandariya

1. ↑   http://www.citypopulation.de/Iraq-Cities.html Lipsește sau este vid: |title= (ajutor)